# Trigonella procumbens
Trigonella procumbens är en ärtväxtart som först beskrevs av Wilibald Swibert Joseph Gottlieb von Besser, och fick sitt nu gällande namn av Heinrich Gottlieb Ludwig Reichenbach. Trigonella procumbens ingår i släktet trigonellor, och familjen ärtväxter. Inga underarter finns listade i Catalogue of Life.

## Bildgalleri

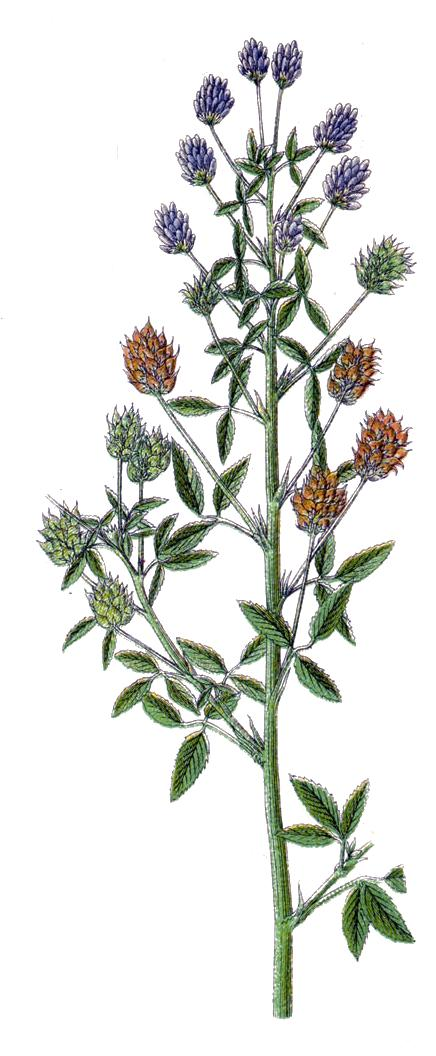